# Six Flags México
Six Flags México est un parc d'attractions du groupe Six Flags. Il est situé à Tlalpan, au Mexique, au sud de Mexico. C'est aujourd'hui un des plus grands parcs d'amérique latine.

## Histoire

### Reino Aventura

Logo anniversaire de Reino Aventura

C'est en plein cœur de la forêt de Tlalpan, dans une réserve naturelle protégée que s'est développé ce parc qui s'appelait à ses débuts Reino Aventura. En mars 1982, le parc est inauguré, il propose alors quelques attractions familiales. La mascotte du parc est un dragon rose nommé Cornélio. 
Le parc est alors composé de 6 zones : Mexican Town, Cattle Town, French Town, Polynesian Town, Swiss Town et Childs Town.
En 1985, le parc accueille dans sa marina une orque nommée Keiko. Il devient lui aussi avec Cornelio, mascotte officielle du parc.
Dix ans après son ouverture, le parc ferma ses portes pour subir de nombreux changements et notamment l'arrivée de nouvelles attractions. Il rouvre le 3 juillet 1992 sous un nouveau nom : El Nuevo Reino Aventura. Cette année va être marquée par la sortie au cinéma du film Sauvez Willy (Free Willy) dont la vedette n'est autre que Keiko, présent au parc depuis 7 ans déjà.
Dans le film, l'orque Willy, enfermée dans un parc aquatique, est sauvée par le jeune Jesse qui l'aide à s'échapper. Ce film a fait prendre conscience à de nombreuses personnes que la captivité de tels animaux était néfaste pour leur bien-être et très vite un mouvement nommé « Free Keiko » (sauvez Keiko) est mis en place. Cette polémique bien qu'embarrassante pour le parc lui permet également de faire une publicité formidable.
En 1995, un changement de direction bouleverse les choses. Les nouveaux dirigeants redonnent au parc son nom original et décident de se séparer de Keiko. Ils l'envoient dans un aquarium plus adapté sur la côte de l'Oregon, aux États-Unis. Des milliers de personnes sont venues dire au revoir à Keiko jusqu'à son départ le 6 janvier 1996.
Une fois parti, Cornelio, le dragon rose repris sa place de mascotte du parc. Pour compenser la perte de leur attraction majeure, la direction mit en place des festivals thématiques. En 1996, ils fêtent avec succès les 100 ans du cinéma mexicain (Festival du Siglo). L'année suivante, ils tentent le festival du jouet (Invasión Checa), sponsorisé par plusieurs grandes marques de jeux mais malheureusement, cette fois-ci les visiteurs ne sont pas au rendez-vous.
En 1999, le parc est racheté par Premier Parks pour environ 59 millions de dollars.

### Six Flags Mexico
En 2000, alors que Premier Parks devient Six Flags, le parc change de nom et devient officiellement Six Flags México. Une vingtaine d'attractions furent installées cette année-là.

## Le parc
Les différentes zones du parc :
- Mexican Town
- French Town
- Polynesian Town
- Hollywood
- Swiss Town
- Cowboy Town
- Bugs Bunny's Circus
- DC Universe

Le delphinarium du parc est exploité par le groupe mexicain Dolphin Discovery.

### Montagnes russes actuelles
| Nom                       | Type                  | Constructeur                | Année |
| ------------------------- | --------------------- | --------------------------- | ----- |
| Batman: The Ride          | Inversées / SLC 689   | Vekoma                      | 2000  |
| Boomerang                 | Navette / Boomerang   | Vekoma                      | 1988  |
| Dark Knight               | Wild Mouse enfermée   | Mack Rides                  | 2009  |
| Joker                     | Tournoyantes          | Gerstlauer                  | 2013  |
| Medusa Steel Coaster      | Hybrides              | Rocky Mountain Construction | 2014  |
| Superman el Último Escape | Hyper                 | D. H. Morgan Manufacturing  | 2004  |
| Superman Kripton Coaster  | Vekoma Junior Coaster | Vekoma                      | 1993  |
| Tsunami                   | Junior / Tivoli large | Zierer                      | 1981  |
| Wonder Woman              | Wing Rider            | S&S Worldwide               | 2018  |

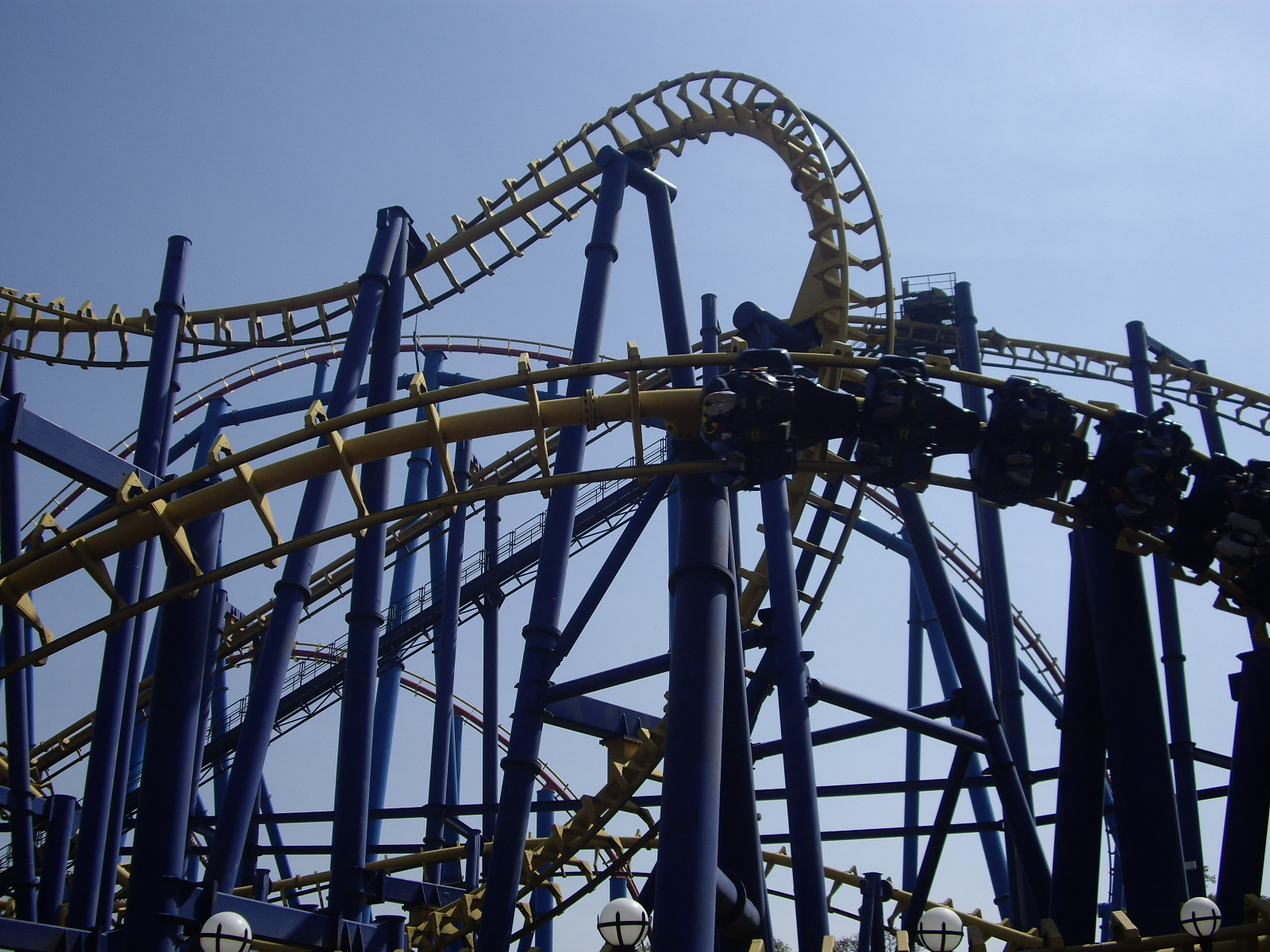
Batman: The Ride
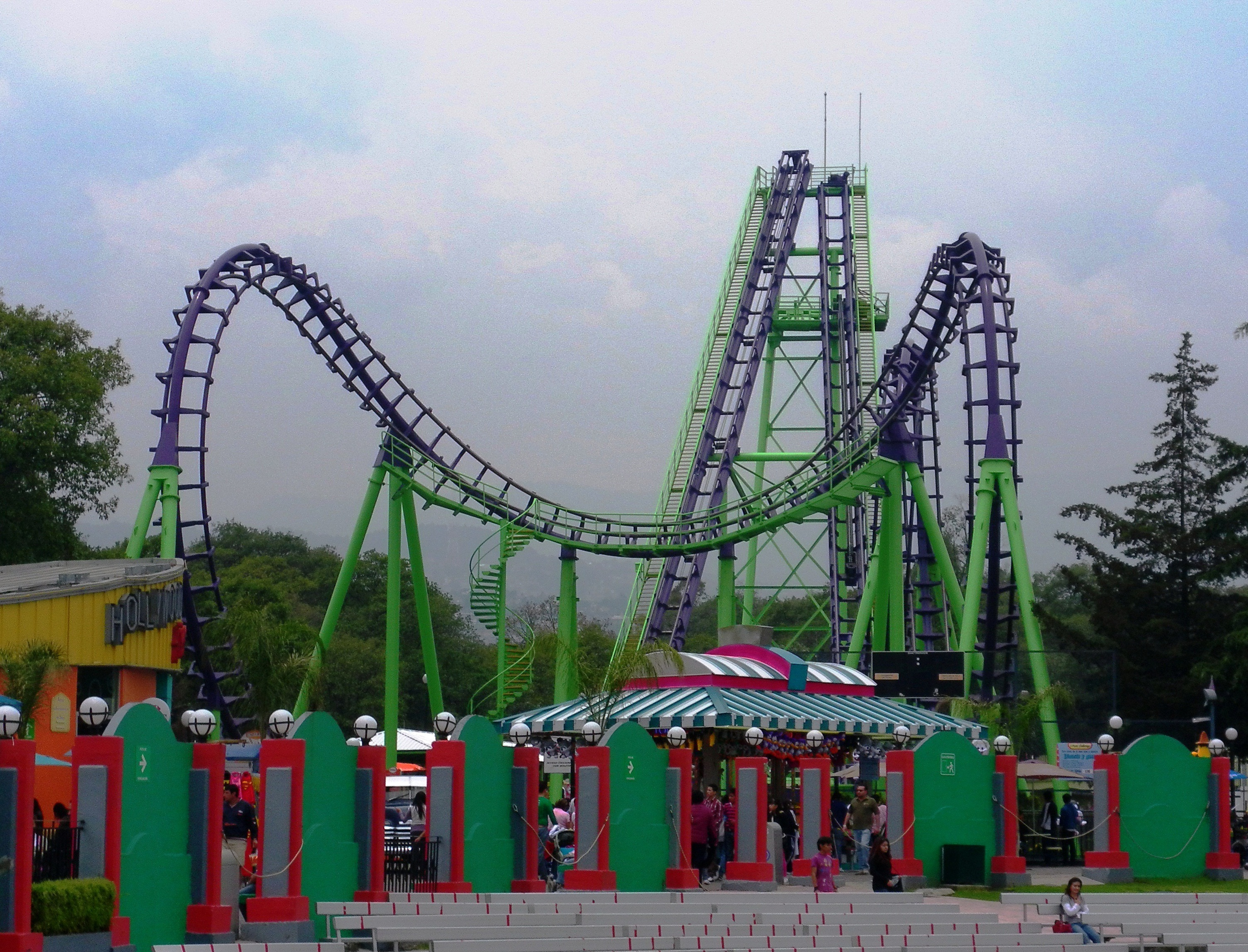
Boomerang
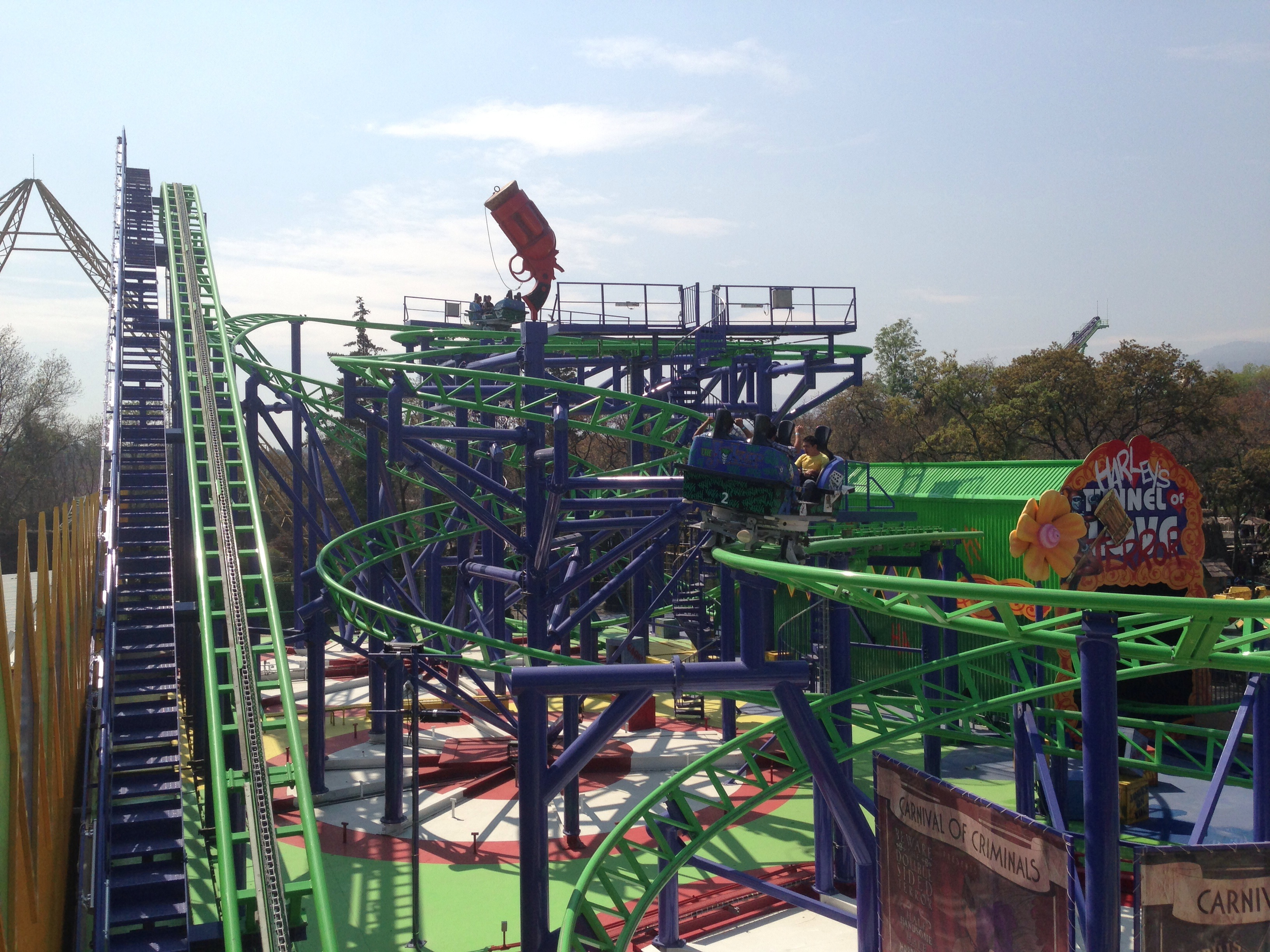
Joker
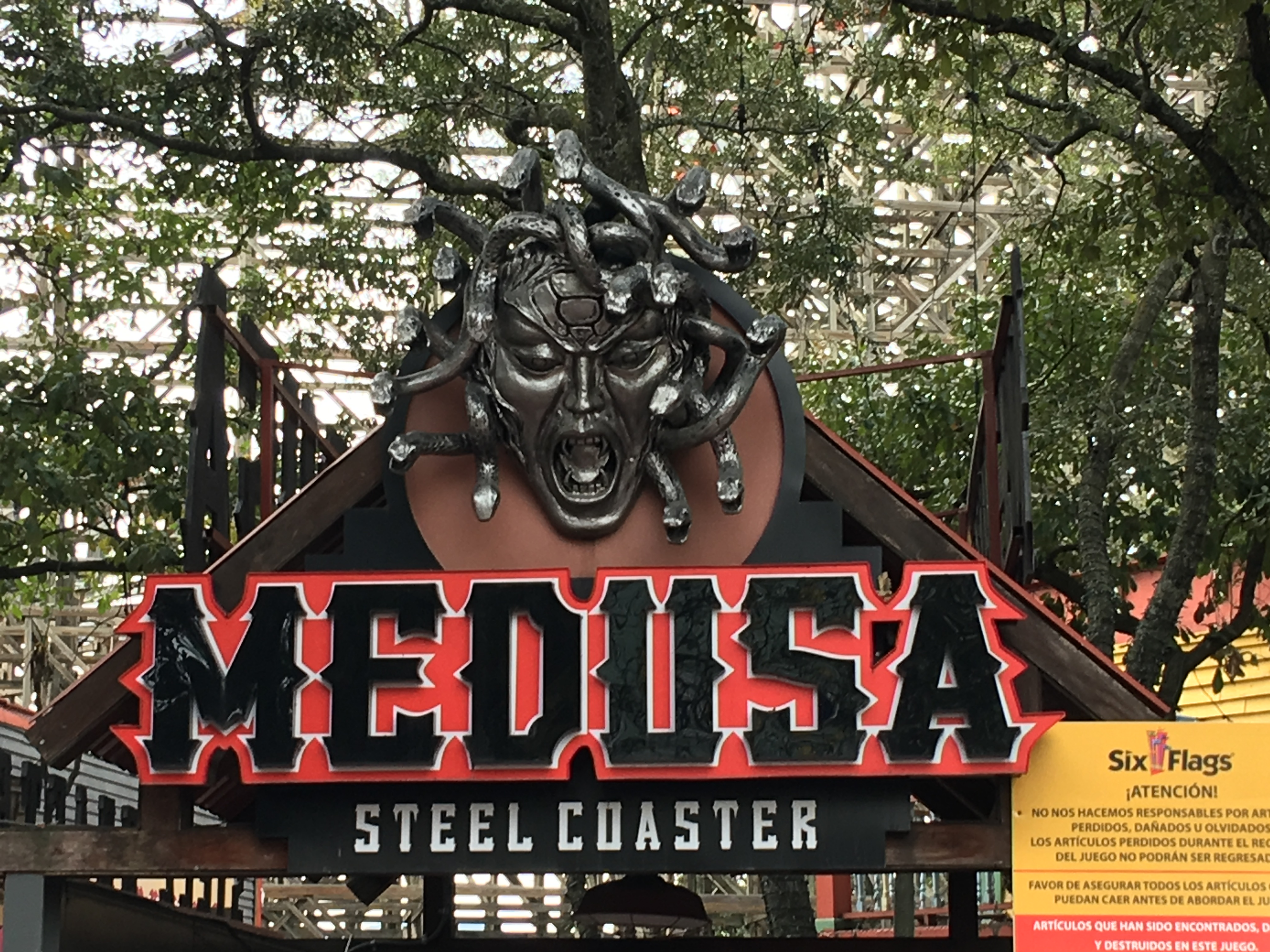
Medusa Steel Coaster
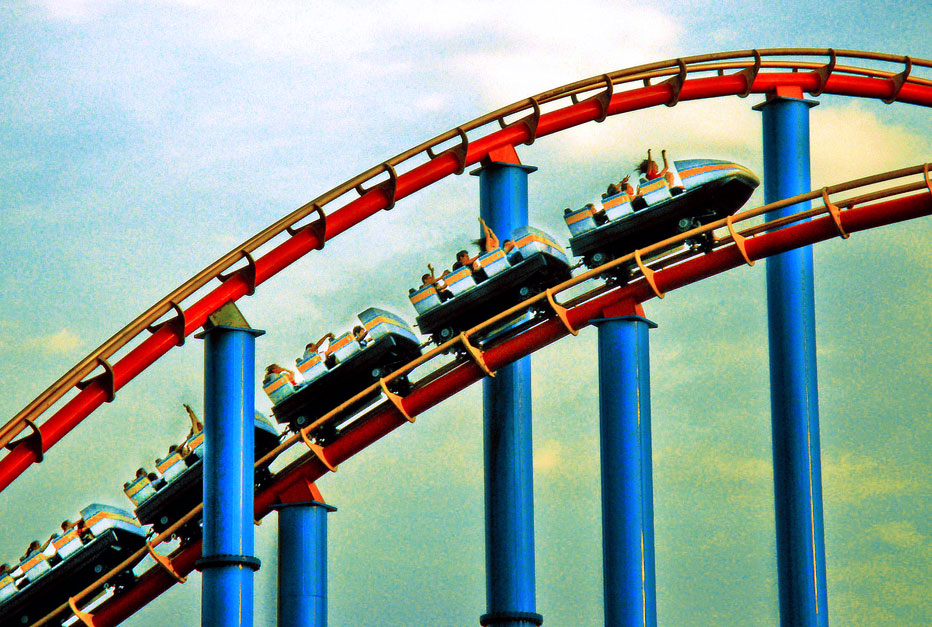
Superman el Último Escape

### Anciennes montagnes russes
| Nom    | Type                     | Constructeur                  | Ouverture | Fermeture | Relocalisation Autres informations                                                |
| ------ | ------------------------ | ----------------------------- | --------- | --------- | --------------------------------------------------------------------------------- |
| Medusa | Montagnes russes en bois | Custom Coasters International | 2000      | 2013      | « Retracké » et remplacé par Medusa Steel Coaster par Rocky Mountain Construction |

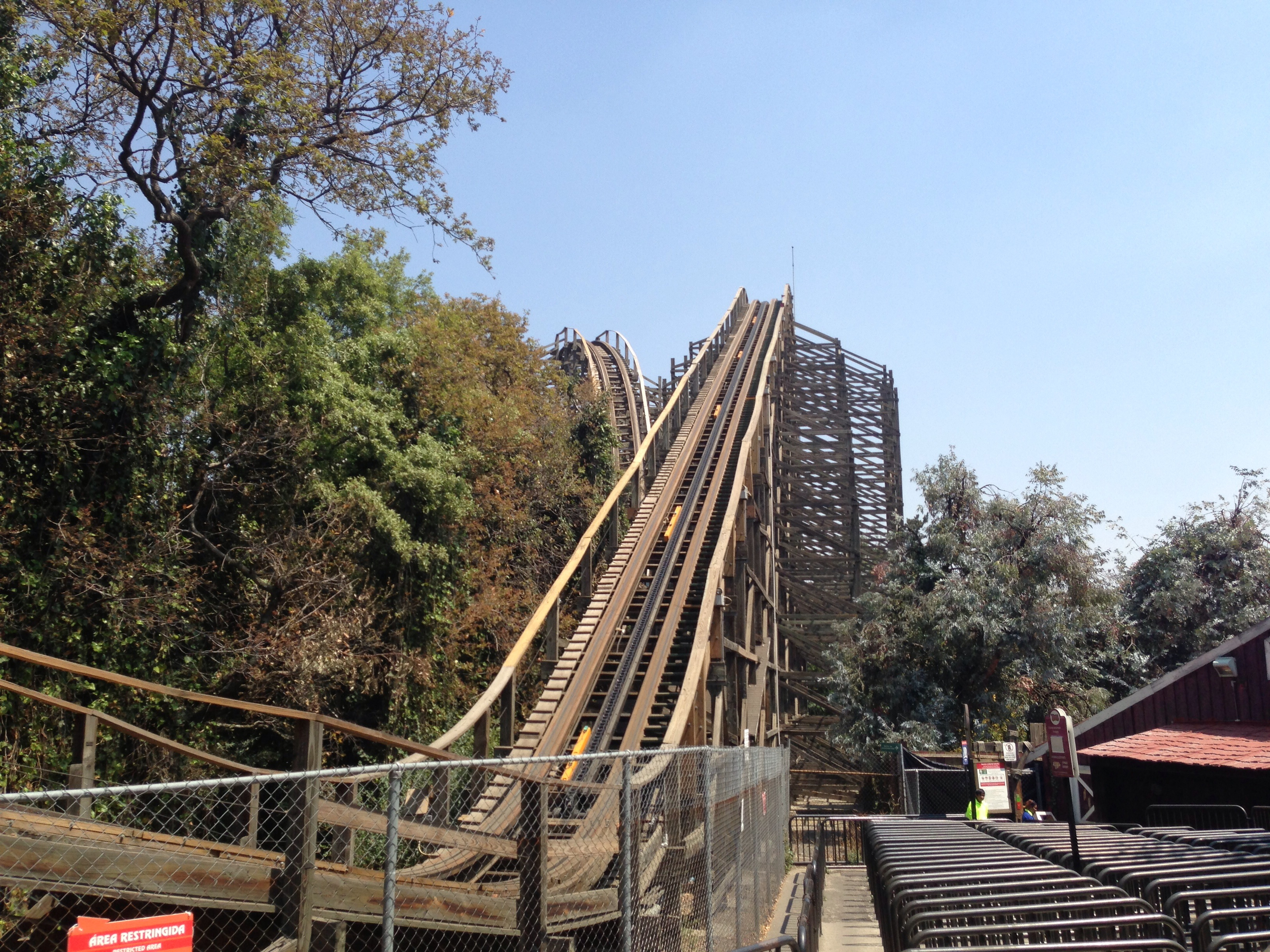
Medusa

### Attractions aquatiques
| Nom                | Type                     | Constructeur | Année |
| ------------------ | ------------------------ | ------------ | ----- |
| Río Salvaje        | Rivière rapide de bouées | Intamin      | 1992  |
| Aquaman Splashdown | Shoot the Chute          | Hopkins      | 1993  |
| Pato Lucas Blaster | Twist'n'splash           | /            | 2019  |

### Attractions à sensations

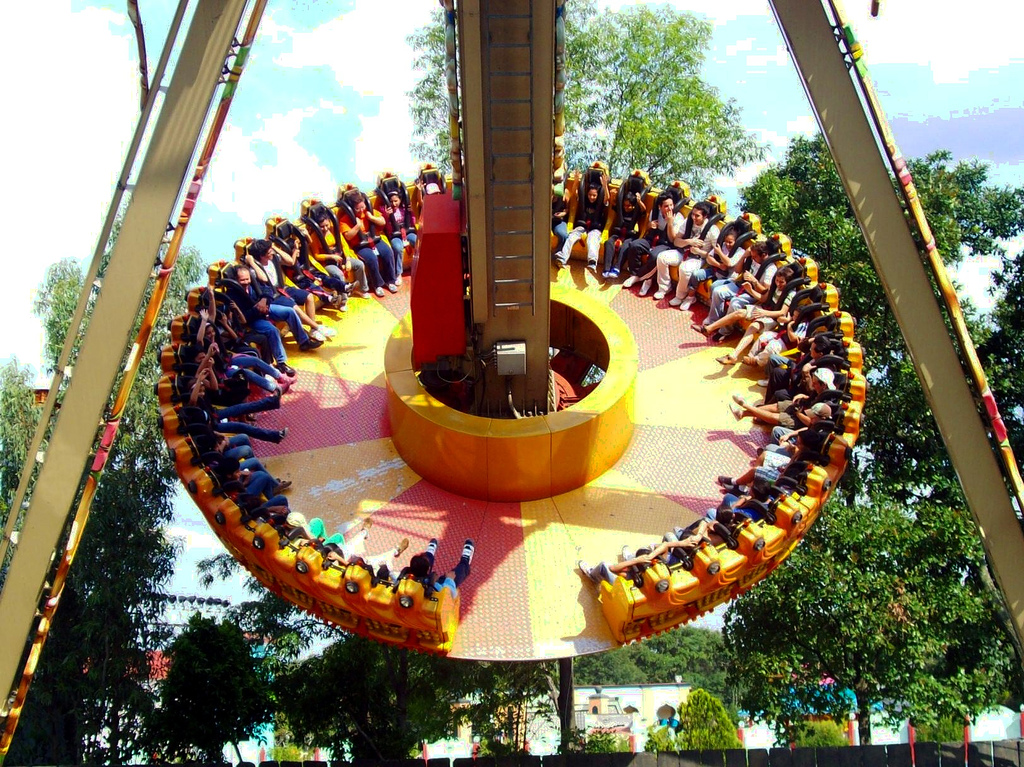

| Nom      | Type          | Constructeur  | Année d'ouverture |
| -------- | ------------- | ------------- | ----------------- |
| Huracán  | Top Spin      | Vekoma        | 1993              |
| Kilahuea | Tour de chute | S&S Worldwide | 1997              |
| Vudú     | Frisbee       | Huss Rides    | 2000              |

### Autres attractions
| Nom                                   | Type                         | Constructeur                         | Année d'ouverture |
| ------------------------------------- | ---------------------------- | ------------------------------------ | ----------------- |
| Canoa Krakatoa                        | Bateau à bascule             | /                                    | /                 |
| Expreso Musical                       | Music Express                | /                                    | /                 |
| Fiesta de las Tazas                   | Tasses                       | SBF Visa Group                       | 2000              |
| Le Grand Carrousell                   | Carrousel                    | /                                    | 1982              |
| Justice League: Battle for Metropolis | Parcours scénique interactif | Sally Corporation/Alterface Projects | 2016              |
| Le Mans                               | auto tamponneuse             | Reverchon International Design       | /                 |
| Mansión de la Llorona                 | parcours scénique            | Vekoma                               | 1982              |
| Rueda India                           | grande roue                  | /                                    | /                 |
| Vuelo Alpino                          | chaises volantes             | /                                    | /                 |
| Batman Baticoperos                    | Nacelles volantes            | /                                    | 2019              |
| Taz Tornado                           | chaises volantes             | /                                    | 2019              |